# 422 Berolina
422 Berolina هو كويكب، يقع ضمن حزام الكويكبات. اكتشف في 8 أكتوبر 1896. وقد اكتشفه كارل غوستاف ويت.

## روابط خارجية
- 422 Berolina في قاعدة بيانات مختبر الدفع النفاث لأجرام النظام الشمسي الصغيرة

- الاكتشاف · مخطط المدار ·  العناصر المدارية · المعلمات المادية

- 422 Berolina على موقع ويكي سكاي: DSS2, SDSS, GALEX, IRAS, Hydrogen α, X-Ray, Astrophoto, Sky Map, Articles and images